# Plaza de toros de Santa Cruz de Tenerife
La plaza de toros de Santa Cruz de Tenerife es una plaza de toros situada en Santa Cruz de Tenerife, Canarias en España. Actualmente no tiene ninguna función o actividad.

## Historia
Fue inaugurada en el año 1893 tras la presentación del proyecto por parte de Antonio Pintor Ocete por encargo de la Sociedad La Tinerfeña. La corrida inaugural corrió a cargo de Luis Mazzantini y Eguía y Antonio Moreno Lagartijillo con toros de Benjumea.
En el año 1924 la plaza se incendió y una gran parte de ella fue destruida: los palcos, las gradas, así como los corrales y los chiqueros se vieron afectados. La reinauguración de la plaza tuvo lugar en 1927. En 1968 setenta y cinco años con una corrida con toros de Rocío de la Cámara para Manuel Cano El Pireo, Francisco Rivera Paquirri y Pedrín Benjumea. Por la plaza pasaron las figuras de cada década hasta 1977 año a partir del cual no se celebran prácticamente ningún festejo por el desinterés de la afición y el coste y perjuicios al toro en su transporte en barco desde la península. El último espectáculo taurino tuvo lugar el 7 de enero de 1984. 
Desde el fin de las corridas de toros se ha celebrado las galas de elección de la Reina del Carnaval, los concursos de murgas y de rondallas. Así mismo, aparte de espectáculos carnavaleros, la plaza acogió varias veces torneos de lucha canaria y boxeo, como el combate para el título de superpluma en 1976.
Además así como otros eventos como mítines políticos, conciertos musicales, espectáculos de circo, etc. Además, se ha empleado como pista de patinaje sobre ruedas.

## Descripción
Cuenta con un aforo de 6.800 localidades. Para su construcción se utilizó el recurso de arcos de herradura y almenas almohades, en estilo neomudéjar. Asimismo, las técnicas constructivas utilizadas eran novedosas al apreciarse formas ágiles y esbeltas. 
Según las hemerotecas, en el año 1986 el Ayuntamiento de Santa Cruz de Tenerife había decidido transformar este espacio en un coliseo para usos múltiples con una capacidad para 10 000 personas. Por ello, el proyecto se incluyó en el Plan Especial de Reforma Interior (PERI) ya que se consideraba que era un patrimonio que se debía conservar. Con este fin, el Ayuntamiento de la capital tinerfeña destinó la cantidad de 35 millones de las antiguas pesetas.
Actualmente, existe un proyecto para la construcción de viviendas, aparcamientos, así como de zonas comerciales en el lugar donde está situada la plaza de toros, lo cual supondría la demolición de parte de la misma o el acondicionamiento de la plaza de toros en una plaza pública.

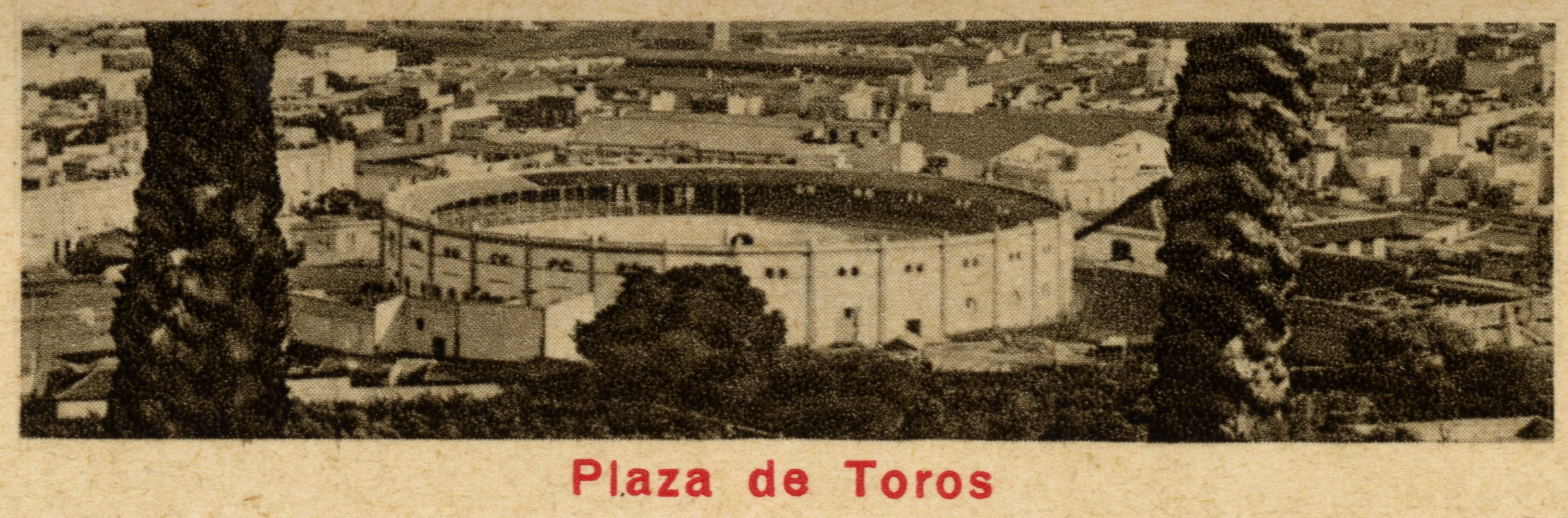
Plaza de toros, 1934.